# سوژو رانهوا گلوبال سنتر
سوژو رانهوا گلوبال سنتر (انگلیسی: Suzhou RunHua Global Center) مجموعه‌ای از ۲ ساختمان ۵۴ طبقه و ۴۹ طبقه، مستقر در شهر سوژو، جیانگسو است، که در سال ۲۰۱۰ احداث گردید.